# Andrija Kim Taegon
Sveti Andrija Kim Taegon (korejski: 김대건; Solmou, Koreja, 21. kolovoza 1821. – Saenamteo, Koreja, 16. rujna 1846.), korejski katolički svećenik, mučenik i svetac Katoličke Crkve, predvodnik 103 Korejska mučenika i prvi katolički svećenik u Koreji.

## Životopis
Rođen je 21. kolovoza 1821. godine u plemićkoj obitelji oca obraćenika. Kršten je s 15 godina. Da bi postao svećenik, morao je putovati 1 300 milja do najbližeg sjemeništa u Macau. Za vrijeme dinastije Joseon u Koreji je izbila protukršćanska pobuna, u kojoj su mjesni konfucijevci ubili njegova oca Ignatiusa (Ignacija) Kima.
Nakon ređenja u Šangaju 1845. godine, vraća se u Koreju, gdje je 16. rujna 1846. godine na rijeci Han, nedaleko korejske prijestolnice Seoula, bio mučen te mu je odrubljena glava.

## Štovanje
Blaženim je proglašen 1925. godine, a papa Ivan Pavao II. proglasio ga je svetim 6. svibnja 1984. godine zajedno sa 102 korejska mučenika.
Spomendan mu je 20. rujna. Smatra se zaštitnikom korejskih svećenika.

## Vanjske poveznice
Mrežna mjesta
- Papa Franjo korejskog mučenika sv. Andrewa Kima Taegona smatra modelom vjere i evangelizacije, www.ika.hkm.hr